# Bacteriólogo (profesión)

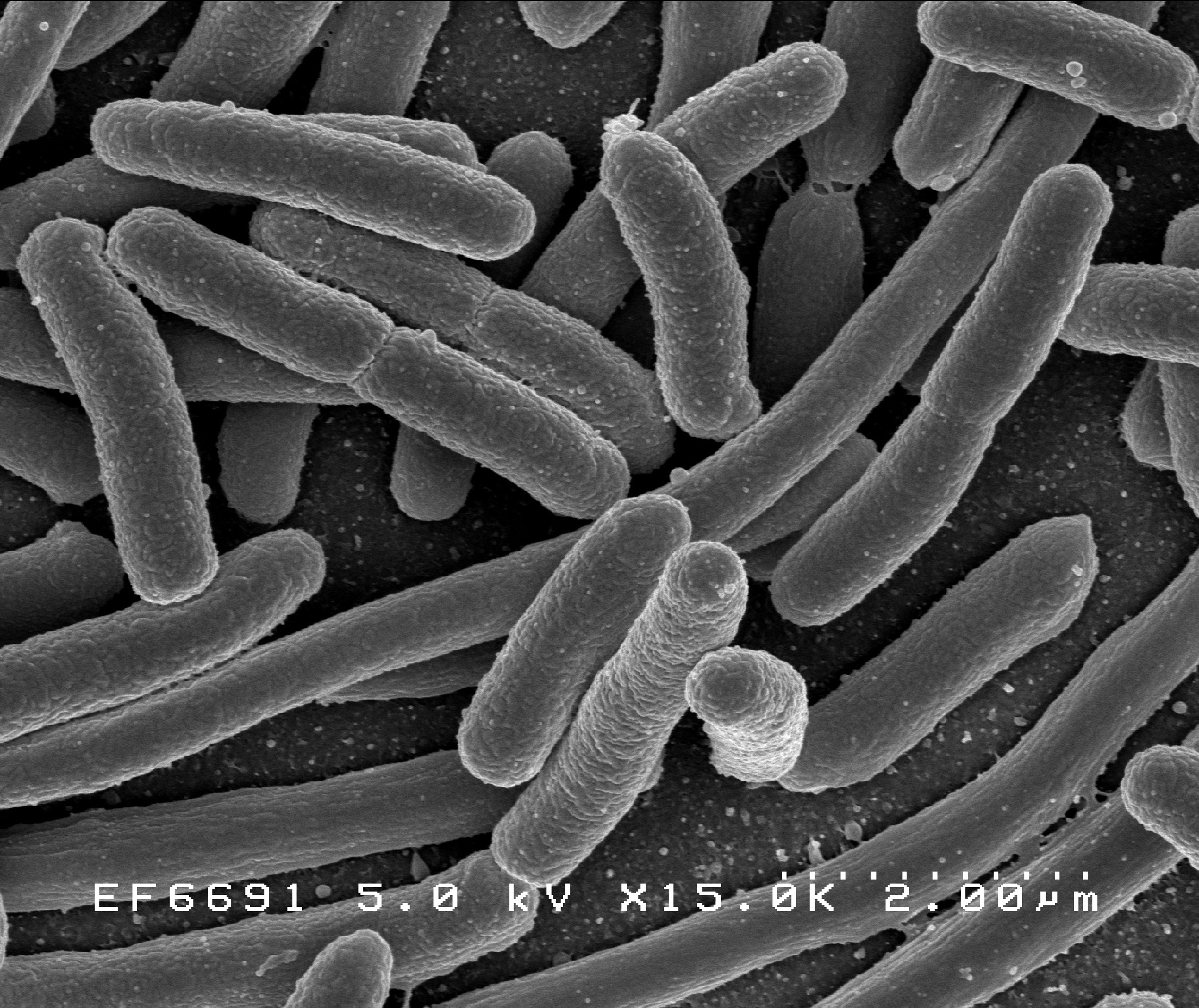
Escherichia coli aumentada 15 000 veces.

Un bacteriólogo es un profesional que ejerce la bacteriología, una disciplina resultado de la subdivisión de la microbiología. 
Sus funciones son: la prevención, diagnóstico y pronóstico,  seguimiento y tratamiento de enfermedades, así como la divulgación de la salud.Un bacteriólogo puede abarcar distintas funciones como: la vigilancia epidemiológica, control de  calidad, el desarrollo biotecnológico, la investigación básica y aplicada, la administración y docencia relacionadas, la dirección científica y la coordinación del laboratorio clínico y los bancos de sangre.

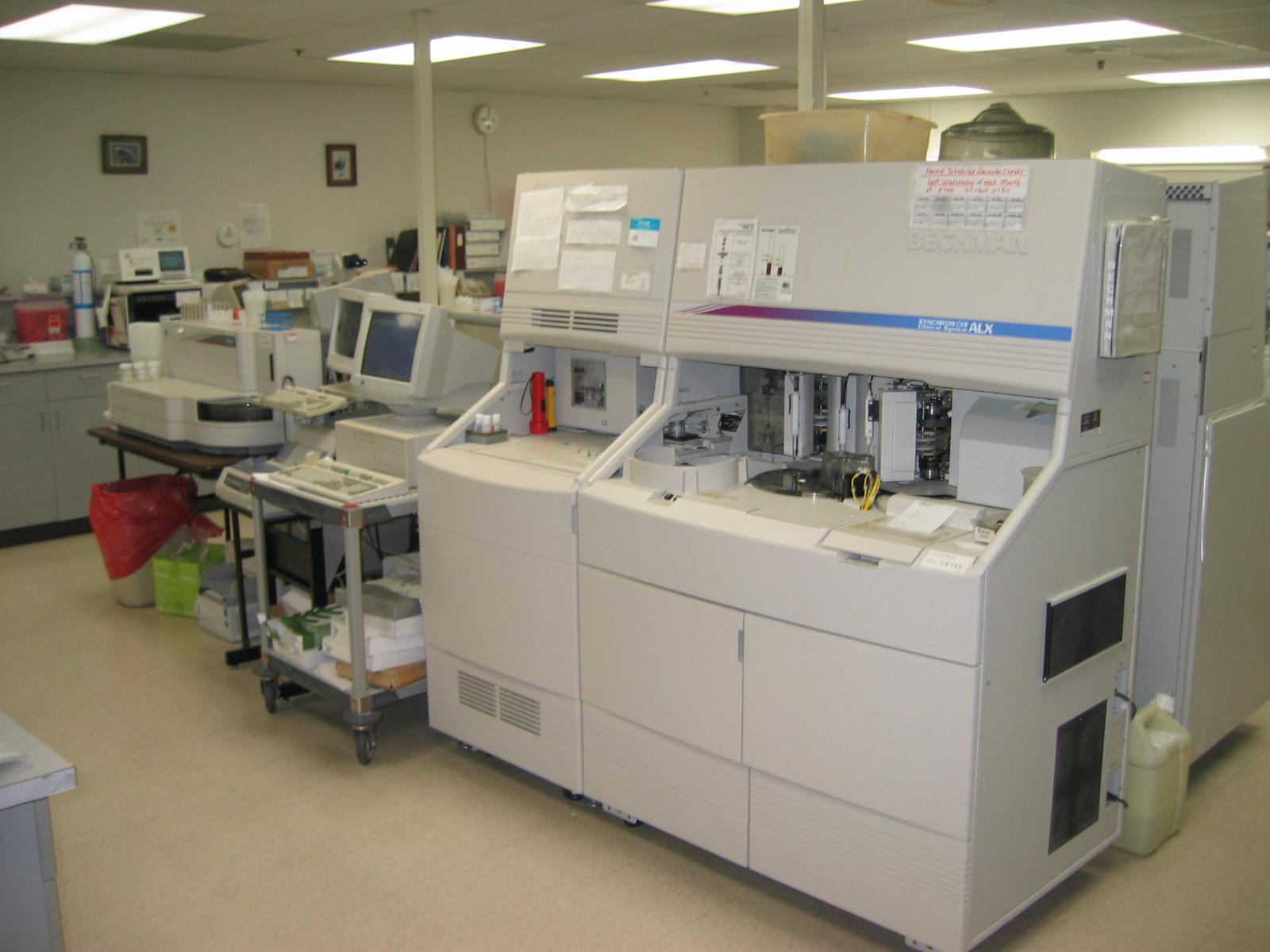
Laboratorio de un hospital con numerosos analizadores automatizados.

## Denominación oficial
Dependerá de las leyes de cada país y como esté establecida su función en la sociedad y  tendrá diferente denominación oficial. A continuación algunos ejemplos del mundo iberoamericano:
| País                     | Título universitario                     | Denominación profesional                                                                                        |
| ------------------------ | ---------------------------------------- | --- |
| Argentina, España        | Bioquímico                               | Bioquímico |
| Chile, Perú, Puerto Rico | Biólogo - Microbiólogo, Tecnólogo Médico | Biólogo - Microbiólogo, Tecnólogo Médico (TM) con mención en Laboratorio Clínico, Hematología y Banco de Sangre |
| Colombia                 | Bacteriólogo y/o Laboratorista Clínico   | Bacteriólogo |
| Otros países             | Biomedicina                              | Biomédico |
| Venezuela                | Licenciados en bioanálisis               | Bioanalista |

En México tres universidades públicas ofertan la licenciatura bajo el nombre «Químico Bacteriólogo y Parasitólogo»: el Instituto Politécnico Nacional (en la Escuela Nacional de Ciencias Biológicas de la Ciudad de México), la Universidad Autónoma de Nuevo León (en la capital de dicho estado) y la Universidad Autónoma de Chihuahua (en la capital del estado homónimo).
En otros países americanos como Perú se denominan Tecnólogos Médicos con especialidad en Laboratorio Clínico y Anatomía Patológica con cinco años de estudios universitarios.
En Estados Unidos se denominan medical laboratory scientist y precisan una carrera o grado universitario, denominado allí Bachelor of science; dependiendo de su formación profesional, los bacteriólogos que homologan su título en Estados Unidos se denominan Bachelor of Bacteriology.

## Objetivo

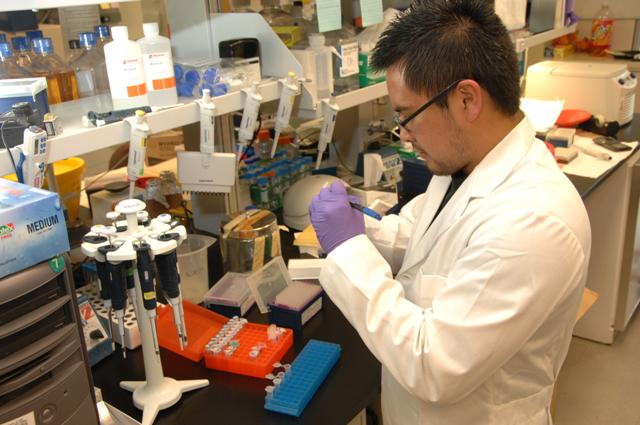
Un investigador de los National Institutes of Health de Estados Unidos con unas micropipetas

El objetivo fundamental de un bacteriólogo como parte del equipo básico de salud (médico, bacteriólogo, odontólogo, enfermero) es el pronóstico, diagnóstico y vigilancia de las enfermedades en una población, además de supervisar y validar procedimientos de apoyo diagnóstico en el laboratorio clínico. También desempeña un papel importante y fundamental en la parte investigativa y administrativa de lo que a salud humana se refiere. 
Existen varios métodos y procedimientos utilizados por el bacteriólogo en el laboratorio para el diagnóstico de diversas enfermedades. Algunas de esas técnicas son:

### Hematología
En la sección de hematología se realizan diversos exámenes como: Cuadro Hemático, FSP (frotis de sangre periférico), recuento de reticulocitos, observación e identificación de hemoparásitos, determinación de grupo sanguíneo y Rh, Velocidad de Sedimentación Globular, entre otras. En laboratorios clínicos especializados, los bacteriólogos especialistas en hematología realizan exámenes más específicos para el diagnóstico de enfermedades hematológicas como leucemias y anemias independientemente de su etiología u otras por alteraciones genéticas en las que se realizan diversas técnicas como estudios fenotípicos de marcadores celulares por citometría de flujo, técnicas de biología molecular como electroforesis, PCR y otras pruebas como: fragilidad osmótica, análisis de aspirados de médula ósea, entre otras.

### Inmunología
Muchas de las técnicas de inmunología empleadas en un laboratorio clínico se basan en la capacidad que tienen los anticuerpos de fijarse a antígenos específicos ya sea In vitro  o In vivo. Esta característica es aprovechada por el profesional de laboratorio para diagnosticar diversas enfermedades y/o determinación cuantitativa o semicuantitativa de diversos analitos. Entre las diversas técnicas empleadas en la sección de inmunología se encuentran: ensayos inmunoenzimáticos como la ELISA (Enzyme-Linked ImmunoSorbent Assay) por sus siglas en inglés, inmunoturbidimetría, técnicas de aglutinación con partículas de látex sensibilizadas con anticuerpos o antígenos, floculación, técnicas de inmunocromatografía, técnicas de serotipificación de microorganismos, inmunofluorescencia directa e indirecta, entre muchas otras. Algunos de los exámenes que se realizan en esta sección con técnicas mencionadas son: el factor reumatoideo, anticuerpos antinucleares por aglutinación con partículas de látex, proteína C reactiva, inmunocromatografía para determinación de gonadotropina coriónica Humana, HIV 1 y 2, virus de la hepatitis B, ELISA para la determinación de hormonas y presencia de otros microorganismos causantes de patologías entre otros exámenes.

### Química clínica
Esta especialidad se dedica a determinación de diversos analitos en distintos líquidos biológicos y se utilizan diferentes reactivos para reproducir técnicas de colorimetría y cinética enzimática, entre otras. El resultado de estas reacciones se mide a través de espectrofotometría, nefelometría, turbidimetría u otras técnicas físicas similares para determinar cuantitativamente el valor de un analito. De esta forma se miden cuantitativamente analitos como por ejemplo: la creatinina, BUN, perfil lipídico, proteínas totales, glucosa, bilirrubina directa y total en diferentes líquidos biológicos.

### Biología molecular y genética
En los laboratorios clínicos especializados se cuenta con servicios de biología molecular y genética donde el bacteriólogo realiza técnicas como: Reacción en cadena de la polimerasa (PCR), Electroforesis, Southern blot, Western blot, Secuenciación de ADN y técnicas de citogenética  que pueden ser bastante útiles para el diagnóstico de diversas enfermedades.

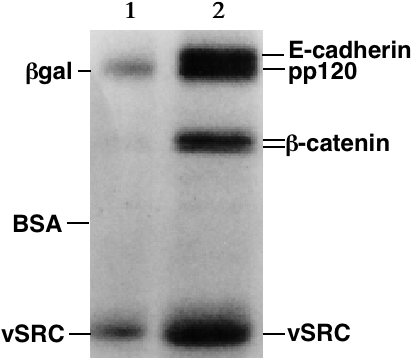
Gel de electroforesis.

### Microbiología
Se utiliza  para determinar el agente causal de la patología en enfermedades infecciosas. Independientemente si es causada por una bacteria, un virus, hongos o parásitos, el bacteriólogo utiliza para determinar el género y la especie del microorganismo causante de la enfermedad mediante diversas coloraciones, observación microscópica, cultivos específicos para el crecimiento de cada microorganismo, pruebas bioquímicas ya sean manuales, semiautomatizadas o automatizadas. Un bacteriólogo debe tener la capacidad de identificar y dar nombre a cualquier estructura parasitaria que observe al microscopio. Recientemente las pruebas de susceptibilidad antimicrobiana como los Antibiogramas, han cobrado gran importancia por la aparición de cepas bacterianas multirresistentes. En la sección de microbiología del laboratorio clínico los bacteriólogos realizan pruebas de susceptibilidad antimicrobiana para determinar con qué antibióticos se deben tratar las diversas enfermedades infecciosas.

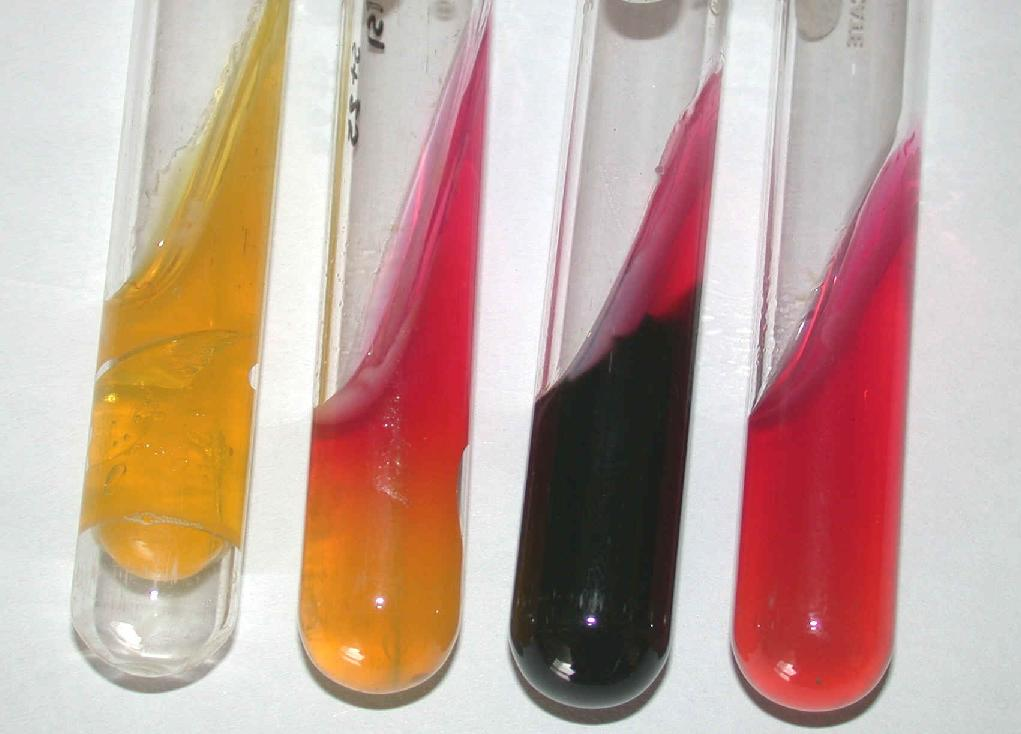
Diferentes cultivos de microorganismos en agar TSI:(de izquierda a derecha) E. coli, Salmonella typhimurium, Shigella flexneri, P. aeruginosa

### Banco de sangre y Unidad transfusional
En la sección de banco de sangre o unidad transfusional, el profesional realiza pruebas a las unidades de sangre donadas para verificar que estén en óptimas condiciones para ser transfundidas a un paciente. Se realizan pruebas de presencia o ausencia de agentes infecciosos que produzcan enfermedades como: VIH, Enfermedad de Chagas, Hepatitis, HTLV I, Sífilis y otras. Igualmente se preparan y se separan por procesos de centrifugación: unidades de eritrocitos, crioprecipitados, unidades de plaquetas y procedimientos de leucorreducción.
En unidad transfusional se realizan diferentes procesos para medir la compatibilidad entre el donante y el receptor. El bacteriólogo debe verificar la inexistencia de anticuerpos que produzcan reacciones hemolíticas graves en el momento de la transfusión. Entre estos procedimientos se encuentran: pruebas cruzadas menores, pruebas cruzadas mayores, determinación de grupo sanguíneo y Rh, Coombs directo, Coombs indirecto, detección de autoanticuerpos y aloanticuerpos.
También llevan a cabo la captación de donantes a través de campañas extra-murales, en los hospitales y bancos de sangre, así como en la fidelización y atención a donantes. El bacteriólogo debe vigilar todo el proceso desde la captación, donación y proceso de transfusión.
Todos los procedimientos manuales o automatizados requieren del más estricto control de calidad. Se deben realizar controles de calidad internos y externos, realizar las calibraciones correspondientes, mantenimiento de los equipos cuando sea necesario y validarlas de manera adecuada. El profesional de laboratorio debe contar con el apoyo de técnicos de laboratorio para que le ayuden a realizar procedimientos básicos e importantes para el manejo de muestras y en otros procedimientos más. Cada bacteriólogo debe seguir los protocolos que se lleven a cabo en el laboratorio clínico en cuanto a control calidad se refiere, además de estar en constante actualización teórica y académica para que, de esta manera, pueda realizar una correcta correlación clínica y asegurar la veracidad de los resultados enviados al médico.

## Bioseguridad en el laboratorio

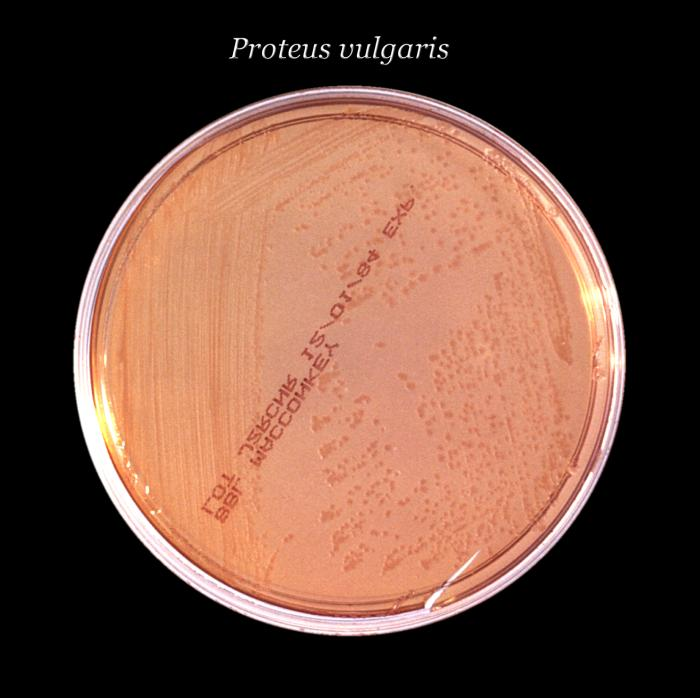
Placa de Petri con agar McConkey sólido y un inóculo en estría de Proteus vulgaris.

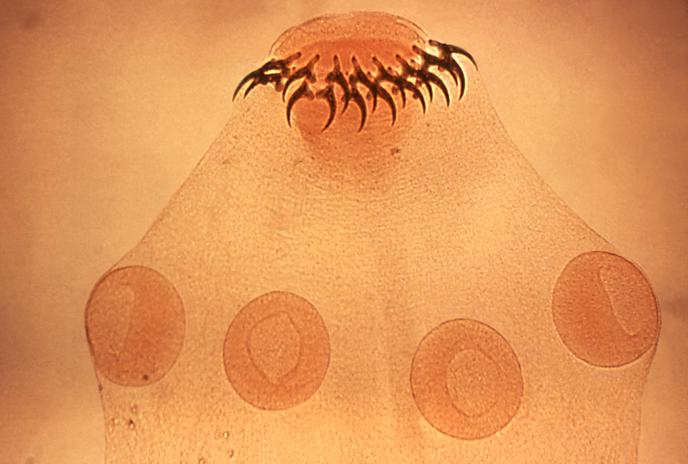
Escólex de Taenia solium que muestra las ventosas y los ganchos de fijación.

Una de las medidas más importantes que debe tomar un bacteriólogo es su bioseguridad. Un bacteriólogo debe trabajar con el equipamiento adecuado dependiendo del nivel del laboratorio donde esté trabajando (bioseguridad hospitalaria), la peligrosidad de las muestras con las que trabaje y los reactivos que se utilicen. Este equipamiento consta fundamentalmente de bata antifluidos, tapabocas, gafas de bioseguridad, guantes de látex, cámara de bioseguridad. En caso de ser un laboratorio donde se trabajen microorganismos potencialmente peligrosos, el bacteriólogo debe utilizar trajes de bioseguridad especiales.
Algunas de las muestras analizadas por los bacteriólogos son:
- Muestras de sangre
- Muestras de exudados
- Muestras de lesiones supurativas
- Muestras de líquido cefalorraquídeo
- Muestras de líquido pleural
- Muestras de líquido ascítico
- Muestras de tejido infectado
- Muestras de líquido sinovial
- Muestras para uroanálisis
- Muestras microbiológicas
- Muestras para coproanalisis
- Muestras de estructuras parasitarias
- Muestras de agua, suelos y productos industriales para análisis microbiológicos

## Competencias
Muchos diagnósticos médicos están basados en los diversos exámenes realizados por el bacteriólogo en el laboratorio clínico.
Un bacteriólogo debe tener conocimientos generales en epidemiología, bacteriología, hematología, parasitología, medicina transfusional, micología, virología, inmunología, genética, citogenética, biología molecular, control de calidad, biotecnología y bioquímica clínica entre otras disciplinas. El bacteriólogo puede reforzar el conocimiento adquirido por medio de especializaciones, doctorados, diplomados y maestrías reconocidos por instituciones oficiales.
En bacteriólogo se mueve en diferentes campos ya sea como profesional o coordinador de banco de sangre y laboratorios clínicos en hospitales y también como científico en grupos de investigación , banco de sangre, control de calidad microbiológico, epidemiología y salud pública, laboratorio clínico de diagnóstico veterinario, medicina nuclear, laboratorios o consultorios particulares, laboratorio clínico forense y laboratorio industrial, laboratorios químicos industriales. Otro campo donde el bacteriólogo puede desarrollar su trabajo es la docencia . Además, es deber del bacteriólogo transmitir su conocimiento a futuros profesionales de la bacteriología.

## Regulación de la profesión

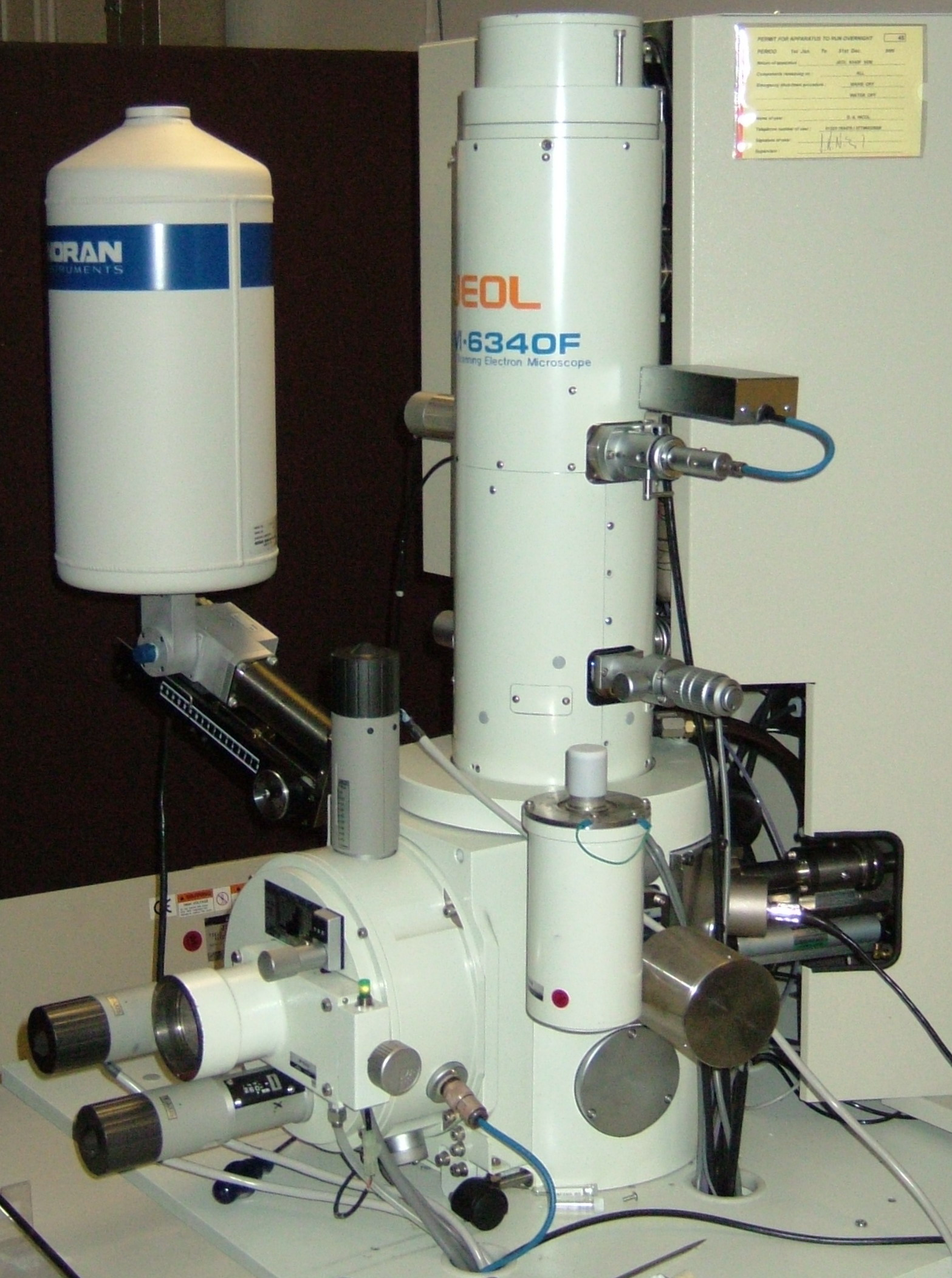
Microscopio electrónico de barrido.

En algunos países basta con obtener el diploma para ejercer la profesión. En Colombia, la ley 841 de 2003 regula el ejercicio de la profesión y los bacteriólogos a su vez están regulados por el Colegio Nacional de Bacteriología (CNB) el cual determina si un profesional esta cualificado para ejercer dando al aspirante una tarjeta profesional  basándose en el Artículo 2.º de la Ley 1193 de 2008 la cual modifica la ley 841 de 2003, que determina:

Mientras el Colegio Nacional de Bacteriólogos asume las funciones de expedición de la Tarjeta Profesional al que se refiere el artículo 5º de la presente Ley, las Tarjetas Profesionales, inscripciones o registros de los Bacteriólogos serán expedidas por las Secretarías de Salud de los diferentes Departamentos”

## Homologación
Actualmente para ejercer la profesión en un país diferente al de la obtención del título, es necesario realizar una homologación o convalidación del mismo. No es necesaria la homologación del título cuando continuar los estudios en uno de los países miembros del convenio de La Haya — que puede variar según las reglas internas de cada universidad— siempre que se realice la correcta legalización de los documentos por el protocolo de La Haya así como la obtención del certificado de acceso a posgrados en conformidad con el texto del apartado «C» del artículo 14 de las ley 30 de 1992, obtenido en el Ministerio de Educación Colombiano para los profesionales de este país.
Es necesario confirmar si el país elegido para continuar los estudios se encuentra en la lista de firmantes del convenio.

## Diferencias entre bacteriología y microbiología
El microbiólogo estudia, al igual que el bacteriólogo, microorganismos como protozoos, hongos, virus y bacterias. El bacteriólogo es más afín a aquellos que causan enfermedades en humanos y en algunos animales, en tanto que el microbiólogo estudia la amplia variedad y los fines industriales de los mismos. A pesar de esto, un bacteriólogo que se especialice en microbiología industrial o que tenga amplia experiencia en este campo puede desarrollar labores a nivel industrial.
Se puede decir que las dos son especialidades son profesiones distintas provenientes de ciencias similares (microbiología, bacteriología). Además la bacteriología surge como una disciplina del conocimiento microbiológico.